# Georg Thoma

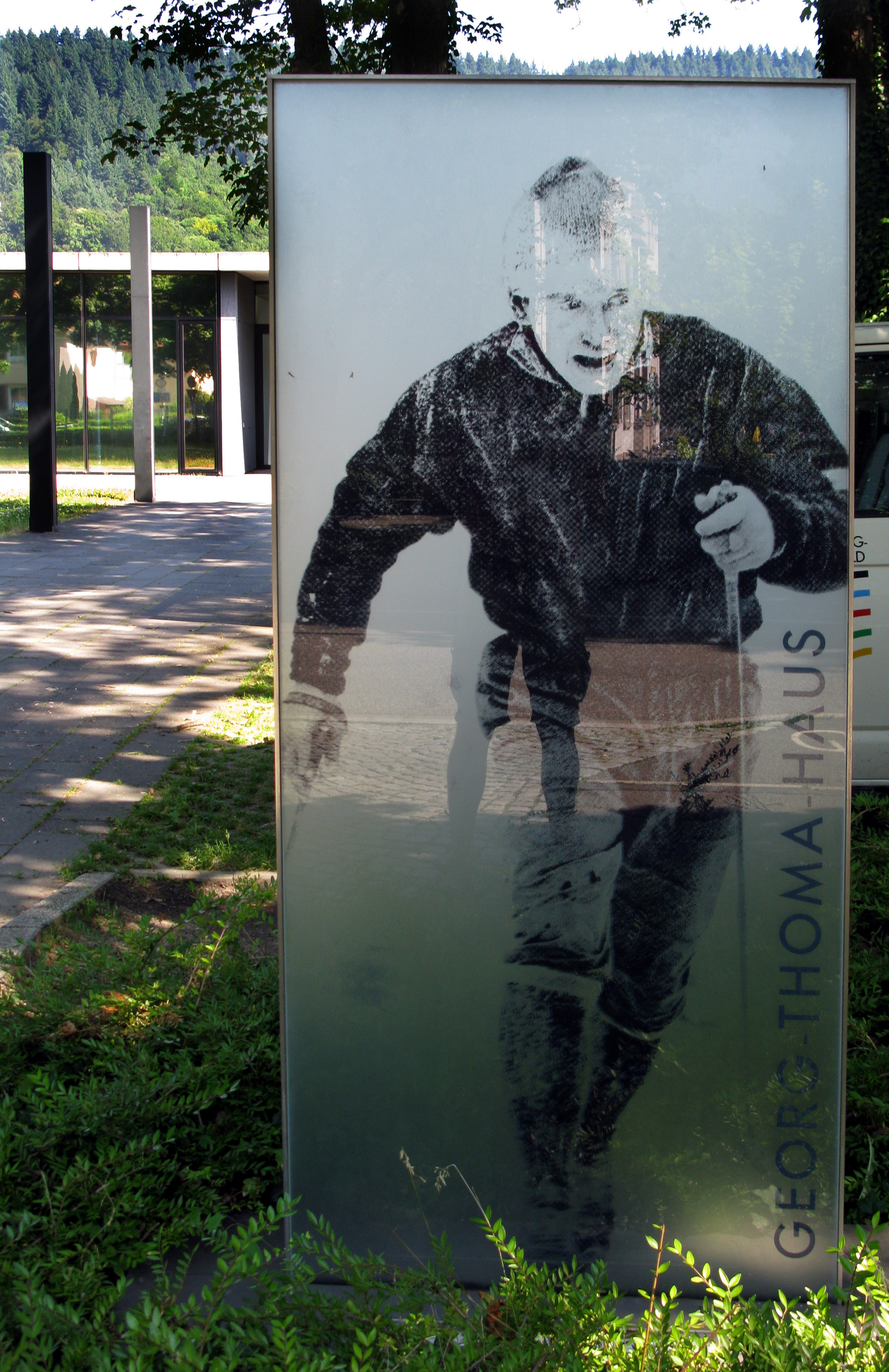
Skylt med bild på Georg Thoma vid Olympiska träningscentrets hus i Freiburg, Schwarzwald, Tyskland.

Georg Thoma, född 20 augusti 1937 i Hinterzarten, är en förutvarande tysk idrottare som tävlade i backhoppning och nordisk kombination. Han var framgångsrik under 1960-talet och är farbror till backhopparen Dieter Thoma.
Hans största meriter är guldmedaljen i nordisk kombination vid de olympiska vinterspelen 1960 i Squaw Valley och bronsmedaljen i Innsbruck 1964 i samma idrottsgren. 1964 belönades han dessutom med Holmenkollenmedaljen. 1966 blev han i Oslo världsmästare i nordisk kombination.
Thoma blev mycket populär i Västtyskland där han 1960 fick utmärkelsen Sportler des Jahres (Årets idrottare). Nationellt var han även framgångsrik i backhoppning där han blev tysk mästare 1960, 1961 och 1963.